# Andreas Axelsson
Jens Morgan Andreas Axelsson, född 12 december 1970 i Eskilstuna Klosters församling, Södermanlands län, dömdes tillsammans med Tony Olsson och Jackie Arklöv till livstids fängelse för Malexandermorden 1999.

## Biografi

### Uppväxt
Andreas Axelsson föddes 1970 i Eskilstuna men flyttade med familjen söderut till Torsås i Småland där han växte upp. Axelsson flyttade senare till Nybro där han arbetade på Arbetarnas bildningsförbund och var datorlärare på kommunens datortek. Axelsson blev redaktör för Svea SA (tidigare Smålands SA) organet Stormpress och var funktionär på gruppens möten. Han gick också med i partiet Nationalsocialistisk front (NSF). Axelsson utövade under perioden kampsport och tränade shotokan-karate. Han gjorde aldrig värnplikt utan fick vapenfri tjänst, vilket han struntade i och dömdes till böter. Axelsson var även under en tid skriven på Granängsringen 58 i Tyresö, där Jackie Arklöv senare i närheten skulle gripas för Malexandermorden.

### Malexandermorden
Den 28 maj 1999 rånades Östgöta Enskilda Bank i Kisa av tre maskerade och beväpnade män – Andreas Axelsson, Tony Olsson och den före detta legosoldaten Jackie Arklöv. Bytet blev 2,6 miljoner kronor. Polismännen Olle Borén (42) och Robert Karlström (30) sköts ihjäl på nära håll med sina egna tjänstevapen, när de på en landsväg i Malexander försökte stoppa rånarna. Axelsson skadades i samband med skottlossningen och greps på vårdcentralen i Boxholm strax efter morden. Jackie Arklöv greps tre dagar senare av polis i Tyresö söder om Stockholm. Olsson lyckades ta sig ur landet efter att ha fått hjälp av sin fästmö. Han greps efter en dryg vecka i Costa Rica, där en miljon kronor från rånet återfanns. Olsson gick med på att låta sig utlämnas från Costa Rica och återbördades efter diverse byråkratiskt krångel till Sverige efter några veckor.

### Dom
Vid förhör var Olsson kortfattad och upprepade gång på gång att han förnekade brott utan att svara på frågor. I tingsrätten erkände han dock rånet i Kisa, men hävdade fortfarande att han aldrig avfyrat något skott i Malexander. Domen blev omdiskuterad eftersom alla tre gärningsmännen ansågs skyldiga till mord då de agerat tillsammans och i samförstånd, trots att tingsrätten inte lyckades klargöra vem av de tre som sköt de dödande skotten. Den 18 januari 2000 dömdes till slut Andreas Axelsson och Tony Olsson i Linköpings tingsrätt:
- Andreas Axelsson dömdes till livstids fängelse och skyldig till mord, mordförsök, grovt rån i fyra fall, försök till grovt rån och brott mot vapenlagen.[2][3]
- Tony Olsson dömdes till livstids fängelse och skyldig till mord, mordförsök och grovt rån.[2][3]

För den tredje huvudåtalade, Jackie Arklöv, dröjde beslutet till den 2 februari 2000 då han dömdes av Linköpings tingsrätt till livstids fängelse för grovt rån, mord och mordförsök. Göta hovrätt fastställde livstidsdomarna den 7 juni 2000. Den 8 juni 2001 erkände Jackie Arklöv att det var han som sköt polismännen till döds. I samband med Arklövs erkännande ansökte Tony Olsson och Andreas Axelsson om resning hos Högsta domstolen. Den 29 juni 2001 beslutade riksåklagaren att förundersökningen inte skulle återupptas efter erkännandet.

### I fängelset
Axelsson  satt  på Tidaholmsanstalten från 2008 till 2014, då han flyttades till  Fosieanstalten i Malmö, som har lägre säkerhetsklass. Han har sökt om omvandling av straffet till tidsbestämt straff, men detta avslogs av Örebro tingsrätt i oktober 2017. Rätten konstaterade att Axelsson skött sig på anstalten, men med hänvisning till de begångna gärningarnas exceptionellt höga straffvärde ansågs frågan om tidsbestämning för tidigt väckt.
Han har tidigare suttit på Hallanstalten där han gifte sig med sin flickvän 2002. De skilde sig 2004 och har tillsammans en son. I mars 2005 dömdes Axelssons före detta fru till två och ett halvt års fängelse för mordbrand och för att ha förgiftat deras son.

### Tidsbestämt straff
Den 7 februari 2020 beslutade Örebro tingsrätt att Axelsson får sitt livstidsstraff tidsbestämt till 35 år. Axelsson släpptes fri 21 september 2022 efter att ha avtjänat två tredjedelar av straffet.